# Piridinio clorocromato
Il piridinio clorocromato (PCC)  (C5H6N · ClCrO3), è una molecola organica appartenente alla famiglia delle piridine; si prepara disciogliendo l'anidride cromica (CrO3) in acido cloridrico ed aggiungendo poi la piridina. A temperatura ambiente si presenta come un sale giallo-arancio.
La sua struttura a deficienza elettronica rende tale reagente organico un ottimo agente ossidante, rapido e selettivo,  utilizzato principalmente per l'ossidazione degli alcoli per formare carbonili. Sono noti vari composti correlati con reattività simile. Essendo tuttavia solubile in solventi organici permette di condurre la reazione in ambiente anidro, arrestando quindi la reazione senza l'ulteriore ossidazione che attraverso la forma idrata dell'aldeide (ovvero un diolo geminale) condurrebbe all'acido carbossilico corrispondente.
Con altri agenti ossidanti, nonostante la presenza dell'alcool primario residuo non ancora reagito, l'aldeide svoltasi subisce più facilmente una successiva ossidazione trasformandosi in acido carbossilico. Grazie all'uso del PCC si è in grado di fermare selettivamente la reazione allo stadio dell'aldeide.

## Struttura e preparazione
PCC è costituito da un catione di piridinio, [C5H5NH]+ e un anione clorocromato tetraedrico, [CrO3Cl]-. Sono anche noti sali correlati, come il 1-butilpiridinio clorocromato, [C5H5N (C4H9)] [CrO3Cl] e il clorocromato di potassio.
Scoperto per caso, il reagente è stato originariamente preparato mediante aggiunta di piridina in una soluzione fredda di triossido di cromo in acido cloridrico concentrato:
{\displaystyle {\ce {C5H5N + HCl + CrO3 -> [C5H5NH] [CrO3Cl]}}}
In un metodo alternativo, la formazione di fumi di cloruro di cromile (CrO2Cl2) durante la realizzazione della suddetta soluzione è stata minimizzata semplicemente cambiando l'ordine di aggiunta: una soluzione fredda di piridina in acido cloridrico concentrato è stata aggiunta al triossido di cromo solido sotto agitazione.

## Usi

### Ossidazione di alcoli
Il PCC è usato come ossidante. In particolare, ha dimostrato di essere altamente efficace nell'ossidazione rispettivamente degli alcoli primari e secondari in aldeidi e chetoni. Il reagente è più selettivo del relativo reattivo di Jones, quindi ci sono poche possibilità di sovraossidazione per formare acidi carbossilici purché non sia presente acqua nella miscela di reazione. Una tipica ossidazione da PCC comporta l'aggiunta di un alcool a una sospensione di PCC in diclorometano. La reazione generale è:
{\displaystyle {\ce {2[C5H5NH][CrO3Cl] + 3 R2CHOH -> 2 [C5H5NH]Cl + Cr2O3 + 3 R2C=O + 3 H2O}}}
Ad esempio, il triterpene lupeolo può essere ossidato a lupenone:

### Altre reazioni
Con alcoli terziari, l'estere cromato formato da PCC può isomerizzare tramite una reazione sigmatropica [3,3], l'ossidazione di Babler. Altri ossidanti comuni di solito portano alla disidratazione perché tali alcoli non possono essere ossidati direttamente.
PCC converte anche alcoli e aldeidi insaturi adatti in cicloesenoni. Questa via, una ciclizzazione cationica ossidativa, è illustrata dalla conversione di (-)-citronellolo in (-)-pulegone. Il PCC effettua anche ossidazioni alliliche, ad esempio, nella conversione dei diidrofurani in furanoni.

## Reagenti correlati
Altri reagenti più convenienti o meno tossici per gli alcoli ossidanti includono dimetilsolfossido, che viene utilizzato nelle ossidazioni di Swern e Pfitzner–Moffatt e composti di iodio ipervalenti, come il periodinano di Dess-Martin.

## Sicurezza
Uno svantaggio dell'uso del PCC è la sua tossicità, che condivide con altri composti esavalenti di cromo.